# East Island, östra Falklandsöarna
East Island är en ö i territoriet Falklandsöarna (Storbritannien). Den ligger i den östra delen av ögruppen, 18 km sydväst om huvudstaden Stanley.